# Crack-Crack-Crackle
〈Crack-Crack-Crackle〉(크랙크랙크래클)은 클라씨가 2023년 7월 12일에 발매한 곡으로 일본 애니메이션 《언데드 걸 머더 파르스》의 주제가다. 〈TARGET〉과 같은 네오레트로 걸크러시 컨셉이고 최신 K팝에 70년대풍 일본 음악을 가미한 곡이다.
6월 14일에 《언데드걸 머더파르스》의 오프닝곡 〈Crack-Crack-Crackle〉을 클라씨가 부른다는 사실이 공개되었고, 클라씨 멤버들은 평소 애니메이션을 좋아하는데 주제가를 부르게 되어 기쁘다고 했다. 같은 날 클라씨 멤버의 개별 소감이 일본 공식 팬사이트에 올라왔다. 6월 28일 〈Crack-Crack-Crackle〉 애니메이션 영상이 유튜브에 공개되었다. 《언데드걸 머더파르스》 첫 방영으로부터 1주일이 지난 7월 12일에 음원이 발매되었다.

## 수록곡
〈TARGET〉의 작사, 작곡에 참여했던 고쿠보 유키(小久保祐希)가 〈Crack-Crack-Crackle〉 제작에도 참여했다. 안무에는 후렴 부분에 손으로 부채질 동작을 하는 포인트 안무가 있다.
| #            | 제목                    | 작사              | 작곡                                | 편곡                   | 재생 시간 |
| ------------ | ----------------------- | ----------------- | ----------------------------------- | ---------------------- | --------- |
| 1.           | 〈Crack-Crack-Crackle〉 | 고쿠보 유키, YHEL | NA.ZU.NA, Eunsol(1008), 고쿠보 유키 | NA.ZU.NA, Eunsol(1008) | 3:12      |
| 총 재생 시간 | 총 재생 시간            | 총 재생 시간      | 총 재생 시간                        | 총 재생 시간           | 3:12      |

## 활동
2023년 6월 24일·25일에 도쿄 포트시티 다케시바에서 열린 《서울 에디션 인 도쿄》에 참가해 〈Crack-Crack-Crackle〉 무대를 선보였다.

### 인터뷰
| 연도 | 날짜    | 제작       | 영상                                                    |
| ---- | ------- | ---------- | ------------------------------------------------------- |
| 2023 | 8월 1일 | 조이사운드 | 신곡 〈Crack-Crack-Crackle〉 녹음 당시의 에피소드 공개! |
| 2023 | 8월 4일 | MTV 재팬   | 형서의 마음에 든 댄스는 정국의 그 노래!                 |

### 관련 영상
| 연도 | 날짜     | 제작               | 영상                              |
| ---- | -------- | ------------------ | --------------------------------- |
| 2023 | 6월 28일 | 라판트랙           | 《언데드 걸 머더 파르스》 오프닝  |
| 2023 | 7월 12일 | 유니버설 뮤직 재팬 | 〈Crack-Crack-Crackle〉 안무&가사 |
| 2023 | 7월 12일 | 코리아넷           | 《K팝 스타 쇼케이스》 22회        |
| 2023 | 7월 22일 | M25                | VLOG in Japan                     |